# Iophon piceum
Iophon piceum är en svampdjursart som först beskrevs av Vosmaer 1882.  Iophon piceum ingår i släktet Iophon och familjen Acarnidae.

## Underarter
Arten delas in i följande underarter:
- I. p. orientale
- I. p. pacificum
- I. p. abipocillus